# Франсис Бејкон (сликар)
Франсис Бејкон (енгл. Francis Bacon; Даблин, 28. октобар 1909 — Мадрид, 28. април 1992) је био енглески фигуративни сликар. По снази којом је свом осећању тескобе давао визуелну форму, ниједан од уметника 20. века није се могао мерити с њим, изузев Руоа. Бејкон је често од других сликара преузимао свој ликовни језик, слободно комбинујући различите изворе инспирације, и трансформишући их да би у њих утиснуо ново значење.
Глава окружена говеђим полуткама одражава Бејконову опсесију Веласкезовим делом Папом Инокентијем Х која га је интензивно заокупљала неколико година. Овде, наравно, не видимо више Папу Инокентија него дух који вришти (за шта га је надахнуо призор из филма Сергеја Ејзенштајна „Александар Невски“) израњајући из таме у пратњи двеју светлећих говеђих полутки преузетих од Рембранта. Знамо да нам порекло слике не помаже да је разумемо.
Не помаже нам ни поређење са ранијим делима, као што је Гриневалдово Прибијање уз крст, Фисијев Кошмар, Енсоров Христов улазак у Брисел 1889. године или Мунков Крик, која су овој слици претходила. Бејкон је био коцкар, човек који је ризиковао и у животу и у начину рада. Тражио је слике које, према његовим речима, отварају дубље могућности чула. Овде се такмичи са Веласкезом, али по својим правилима, а то је успостављање готово неподношљиве напетости између шокантне жестине личне визије и светлеће лепоте сопствене сликарске четке.
Не спада директно у апстрактни експресионизам, иако је несумњиво повезан и са њим, већ непосредно са експресионистичком традицијом.
Бејкон је уништио многа своја дела, али се нека од њих још увек могу пронаћи у америчким и европским музејима.

## Биографија

### Младост
Френсис Бејкон је рођен 28. октобра 1909. у улици Ловер Бегот 63, Даблин, Ирска. У то време је цела Ирска још увек била део Уједињеног Краљевства. Његов отац, капетан Ентони Едвард Мортимер Бејкон, познат као Еди, рођен је у Аделаиди, у Јужној Аустралији, од оца Енглеза и мајке Аустралијанке. Еди је био ветеран Бурског рата, тренер тркачких коња и унук генерал-мајора Ентонија Бејкона, који је тврдио да потиче од сер Николаса Бејкона, старијег полубрата Првог виконта Сент Албанса (у историји познатијег као сер Френсис Бејкон), елизабетански државник, филозоф и есејиста.
Бејконова мајка, Кристина Винифред Фирт, позната као Вини, била је наследница предузећа челика у Шефилду и рудника угља. Бејкон је имао старијег брата Харлија, две млађе сестре Ајент и Винифред и млађег брата Едварда. Бејкона је подигла породична дадиља Џеси Лајтфут из Корнвола, позната као 'Дадиља Лајтфут', мајчинска фигура која му је остала блиска до своје смрти. Током раних 1940-их, изнајмио је приземље 7 Кромвел Плејс, Јужни Кенсингтон, старог студија Џона Еверета Милеа, а дадиља Лајтфут му је помогла да тамо инсталира недозвољени точак рулета, који су организовали Бејкон и његови пријатељи, за њихову финансијску корист.
Породица се често селила, по Енглеској и Ирској неколико пута, што је довело до осећаја расељења који је остао са Бејконом током његовог живота. Породица је живела у Кеникорт Хаусу у округу Килдер од 1911, касније се преселила на Вестбурн терасу у Лондону, близу места где је Бејконов отац радио у Канцеларији за евиденцију територијалних снага. Вратили су се у Ирску после Првог светског рата. Бејкон је живео са својом баком и очухом по мајци, Винифред и Кери Сапл.
Бејкон је био стидљив као дете и уживао је да се облачи. Ово, и његова женствена појава, разљутили су његовог оца. Појавила се прича 1992. године о томе да је његов отац дао да га коњушари бичују. Године 1924, убрзо након успостављања Ирске слободне државе, његови родитељи су се преселили у Глостершир. На журци у породичној кући Фирт, у Сафолку, Бејкон се обукао као флапер са Итонским кропом, хаљином од перли, кармином, високим потпетицама и дугачким држачем за цигарете. Године 1926. породица се вратила у Страфан Лоџ. Његова сестра, Јанте, дванаест година млађа од њега, сећала се да је Бејкон цртао даме са клош шеширима и дугим држачима за цигарете. Касније те године, Бејкон је избачен из Страфан Лоџа након инцидента у којем га је отац пронашао како се диви себи испред великог огледала у доњем вешу своје мајке.

### Лондон, Берлин и Париз
Бејкон је другу половину 1926. провео у Лондону, уз помоћ од 3 фунте недељно из фонда своје мајке, читајући Ничеа. Иако сиромашан (5 фунти је тада била просечна недељна плата), Бејкон је открио да је избегавајући станарину и бављењем ситним крађама успео да преживи. Да би допунио приходе, накратко се окушао у кућној служби, али иако је уживао у кувању, постало му је досадно и резигниран је. Отпуштен је са телефонске секретарице у радњи која продаје женску одећу у улици Поланд, Сохо, након што је власнику написао писмо отровном оловком. Бејкон се нашао како лута кроз лондонско хомосексуално подземље, свестан да је у стању да привуче одређену врсту богаташа, што је брзо искористио, пошто је развио укус за добру храну и вино. Један је био рођак Вини Харкорт-Смит, другог одгајивача тркачких коња, који је био познат по својој мушкости. Бејкон је тврдио да је његов отац тражио од овог „стрица“ да га узме „у руке“ и „направи од њега човека“. Бејкон је имао тежак однос са својим оцем, једном је признао да га је сексуално привлачио.
Године 1927. Бекон се преселио у Берлин, где је први пут видео Метрополис Фрица Ланга и Бојни брод Потемкин Сергеја Ајзенштајна, који су касније утицали на његово дело. Провео је два месеца у Берлину, иако је Харкорт-Смит отишао после једног – „Убрзо сам се, наравно, уморио од мене и отишао је са женом... Нисам баш знао шта да радим, па сам чекао." Бејкон је потом провео следећу годину и по у Паризу. Упознао је Ивон Бокентен, пијанисту и познавалац, на отварању изложбе. Свестан сопствене потребе да научи француски, Бејкон је живео три месеца са госпођом Бокентен и њеном породицом у њиховој кући близу Шантилија. Отпутовао је у Париз да посети градске уметничке галерије. У Château de Chantilly видео је Масакр невиних Николаса Пусена, слику коју је често спомињао у својим каснијим радовима. Из Шантилија је отишао на изложбу која га је инспирисала да се бави сликарством.

### Повратак у Лондон
Бејкон се преселио у Лондон у зиму 1928/29, да ради као дизајнер ентеријера. Узео је студио у 17 Квинсбери Мевс Вест, Јужни Кенсингтон, деливши горњи спрат са Ериком Алденом – његовим првим колекционаром – и његовом дадиљом из детињства, Џеси Лајтфут. Године 1929. упознао је Ерика Хола, свог покровитеља и љубавника у често мучној и насилној вези. Бејкон је напустио студио 1931. године и неколико година није имао стално место боравка. Вероватно је делио студио са Ројем де Местреом, око 1931/32. у Челсију.

### Рани успех
До 1944. Бејкон је стекао поверење. Његове три студије за фигуре у подножју распећа сажеле су теме истражене у његовим ранијим сликама, укључујући његово испитивање Пикасових биоморфа, његова тумачења Распећа и грчке фурије. Генерално се сматра његовим првим зрелим комадом; сматрао је да су његова дела пре триптиха ирелевантна. Слика је изазвала сензацију када је била изложена 1945. године и утврдила га као најистакнутијег послератног сликара. Осврћући се на културни значај Три студије, Џон Расел је 1971. приметио да је „у Енглеској постојало сликарство пре Три студије, и сликање после њих, и нико... не може да их помеша”.
Сликарство (1946) је приказано на неколико групних изложби, укључујући британску секцију Exposition internationale d'art moderne (18. новембар - 28. децембар 1946) у музеју Musée National d'Art Moderne, због које је Бејкон отпутовао у Париз. У року од две недеље од продаје Слике (1946) галерији у Хановеру. Бејкон је искористио приходе да се склони из Лондона у Монте Карло. Након што је одсео у низу хотела и станова, укључујући Хотел де Ре, Бејкон се настанио у великој вили Ла Фронталијер, у брдима изнад града. Хол и Лајтфут би га често посећивали. Бејкон је провео већи део наредних неколико година у Монте Карлу, а понекад би кратко остао у Лондону. Из Монте Карла, Бејкон је писао Сатерленду и Ерики Браузен. Његова писма Браузену показују да је тамо сликао, али није познато да су слике преживеле. Бејкон је рекао да је постао "опседнут" Казином де Монте Карло, где би "проводио целе дане". Задуживши се због коцкања, није могао да приушти ново платно. То га је приморало да слика сирову, необрађену страну свог претходног рада, праксу коју је држао током свог живота.
Године 1948, Слика (1946) продата је Алфреду Бару за Музеј модерне уметности (МоМА) за 240 фунти. Бејкон је писао Сатерленду тражећи да нанесе фиксатор на закрпе пастела на делу Слика (1946) пре него што буде испоручено у Њујорк. Најмање једна посета Паризу 1946. довела је Бејкона у непосредни контакт са француским послератним сликарством и са идејама Леве обале као што је егзистенцијализам. У то време је започео своје доживотно пријатељство са Изабел Росторн, сликарком која је блиско повезана са Ђакометијем и поставом на Левој обали. Делили су многа интересовања, укључујући етнографију и класичну књижевност.

### Крајем 1940-их
Године 1947. Сатерленд је упознао Бејкона са Браузеном, који је представљао Бејкона дванаест година. Упркос томе, Бејкон није организовао самосталну представу у Браузеновој галерији у Хановеру све до 1949. године. Бејкон се вратио у Лондон и Кромвел плејс крајем 1948.
Следеће године Бејкон је изложио своју серију „Главе“, најистакнутију по делу Глава VI, инспирисаном Веласкезовим делом Портрет папе Иноћентија Х. Водио је обимни инвентар слика за изворни материјал, али радије се није лично суочио са главним радовима; само једном је погледао Портрет Иноћентија Х, много касније у животу.

### 1950-е
Године 1948. упознао је Џона Минтона, редовног код клуба Мјуријел, као и сликаре Лусијана Фројда, Френка Орбаха, Патрика Свифта и фотографа Вога, Џона Дикина. Године 1950. Бејкон је упознао уметничког критичара Дејвида Силвестера, тада најпознатијег по свом писању о Хенрију Муру и Алберту Ђакометију. Силвестер се дивио и писао о Бејкону од 1948. Бејконове уметничке склоности 1950-их су се кретале ка његовим апстрактним фигурама које су типично биле изоловане у геометријским просторима налик кавезу, и постављене на равној, неупадљивој позадини. Бејкон је рекао да је видео слике "у серијама", а његов рад се обично више фокусирао на једну тему током дуготрајних периода, често у форматима триптиха или диптиха. Иако су његове одлуке могле бити вођене чињеницом да је 1950-их имао тенденцију да производи групне радове за одређене изложбе, обично остављајући ствари до последњег тренутка, постоји значајан напредак у његовим естетским изборима током 1950-их, што је утицало на његову уметничку склоност ка представљао садржај у његовим сликама.
Бејкон је био импресиониран Гојом, афричким пејзажима и дивљим животињама, и фотографисао је у Националном парку Кругер. На повратку је провео неколико дана у Каиру и писао Ерики Браузен о својој намери да посети Карнак и Луксор, а затим отпутовао преко Александрије до Марсеја. Посета је потврдила његово уверење у надмоћ египатске уметности коју оличава Сфинга. Вратио се почетком 1951. године.
Дана 30. априла 1951, Џеси Лајтфут, његова дадиља из детињства, умрла је у Кромвел Плејсу; Бејкон се коцкао у Ници када је сазнао за њену смрт. Била је његов најближи сапутник, придружила му се у Лондону по повратку из Париза, и живела је са њим и Ериком Олденом у Квинсбери Мјуз Весту, а касније са Ериком Холом близу Питерсфилда, у Монте Карлу и на Кромвел Плејсу. Погођен њеном смрћу, Бејкон је продао стан у Кромвел Плејсу 7.
Године 1958. придружио се Галерији лепих уметности Марлбороу, која је остала као његов једини дилер до 1992. У замену за 10-годишњи уговор, Марлборо му је дао новац за садашње и будуће слике, при чему је цена сваке била одређена њеном величином. Слика димензија 20 са 24 инча процењена је на 165 фунти (462 долара), док је једна од 65 са 78 инча процењена на 420 фунти (1.176 долара); то су биле величине које је Бејкон фаворизовао. Према уговору, сликар би покушао да снабдева галерију сликама у вредности од 3.500 фунти (9.800 долара) сваке године.

### Смрт
Док је био на одмору у Мадриду 1992. године, Бејкон је примљен у приватну клинику, где су о њему бринуле Маријине слушкиње. Његова хронична астма, која га је мучила цео живот, прерасла је у теже респираторно стање и није могао да прича или да добро дише.
Умро је од срчаног удара 28. априла 1992. Своју имовину (тада процењену на 11 милиона фунти) завештао је свом наследнику и једином наследнику Џону Едвардсу; 1998. године, на Едвардсов захтев, Брајан Кларк, пријатељ Бејкона и Едвардса, постављен је као једини извршилац имања од стране Високог суда, након што је суд прекинуо све везе између Бејконове бивше галерије, Малборо Фајн Арт, и његовог имања. Садржај његовог атељеа је прегледан, премештен и реконструисан у галерији.

## Теме

### Распеће
Слике распећа имају велику тежину у делу Френсиса Бејкона. Критичар Џон Расел је написао да је распеће у Бејконовом делу „генерички назив за окружење у коме се наносе телесне повреде једној или више особа и једна или више других особа се окупљају да гледају“. Бејкон је признао да је видео сцену као „величанствену арматуру на коју можете окачити све врсте осећања и сензације“. Веровао је да му је слика распећа омогућила да испита „одређене области људског понашања“ на јединствен начин, пошто су арматуру теме акумулирали многи стари мајстори.
Иако је почео да слика релативно касно у животу – није почео озбиљно да слика све до својих касних тридесетих – сцене распећа се могу наћи у његовим најранијим радовима. Године 1933, његов покровитељ Ерик Хол наручио је серију од три слике засноване на овој теми. Ране слике су биле под утицајем таквих старих мајстора као што су Матијас Гриневалд, Дијего Веласкез и Рембрант, али и Пикасови биоморфи из касних 1920-их/раних 1930-их и рани радови надреалиста.

### Папе
Бејконова серија Папа, која углавном цитира Веласкезов чувени портрет Папа Иноћентије Х (1650, Galeria Doria Pamphili, Рим) су упечатљиве слике које даље развијају мотиве који су већ пронађени у његовим ранијим делима, попут „Студије за три фигуре у подножју распећа“ Ликови папа, сликовито изоловани делимично закривљеним паралелним линијама које указују на психолошке силе и симболизују унутрашњу енергију попут снаге осећања, отуђене су од свог првобитног приказа и лишене свог представљања моћи алегоријама човечанства које пати.